# Chronologie des charbonnages en Belgique
La Belgique a été productrice de charbon pendant des siècles.  On y compte plusieurs bassins miniers le long d'une ligne est-ouest allant de Mons à Liège en passant par La Louvière et Charleroi plus le bassin de Campine, un peu plus au nord. Le plus ancien, le bassin de Liège a été exploité depuis le Moyen Âge et les dernières houillères de la région liégeoise ont cessé leur exploitation en 1980 (Blegny-Trembleur).  Le bassin le plus récent, celui de Campine a été découvert par André Dumont le 1er août 1901 et fut le dernier à être exploité.  Quelques vestiges de ces charbonnages ont été conservés : le PASS à Frameries, Le Grand-Hornu, Bois-du-Luc, Bois du Cazier, Blegny-Mine dans la région liégeoise…  Ces régions offrent également de nombreux terrils aux promeneurs et aux touristes.

## Belgique
- 1840: le professeur André Hubert Dumont (1809-1857) reçoit la médaille Wollaston pour sa carte géologique sur des critères lithologiques et stratigraphiques.
- 1840: les mines de charbon de Belgique premières valeurs industrielles étrangères cotées à Paris.
- 1884-1885 : dépression industrielle nationale.
- 2 mai 1891 : dans tout le pays, 100 000 mineurs se mettent en grève pour obtenir la révision de la Constitution, le suffrage universel, la hausse des salaires et la journée de huit heures.
- 21 mai 1891 : le P.O.B. recommande la reprise du travail à la suite de l'adoption du principe de la révision de la Constitution par la Chambre.
- 14 mai 1892 : la révision de la Constitution par la Chambre est votée.
- 1900 : la production nationale de charbon atteint les 23,5 millions de tonnes, contre 18 millions en 1880.
- 2 février 1900 : des grèves et émeutes éclatent dans tous les bassins houillers.
- 23 juin 1946 : entente entre le gouvernement d'Italie et la Belgique pour l'échange « hommes pour charbon » signé par Alcide De Gasperi pour l'Italie e le ministre Belge Van Hacker. Suivant cet accord, du 1946 au 1963, 867 ouvriers italiens ont été tués dans les mines Belges.
- 20 octobre, 1949 : deux ouvriers, un Italien nommé Carlo Coda, de 36 ans, père de trois enfants, demeurant à Cour Pardonche n. 8, La Louviere et un Polonais nommé Phedor Forzan de 38 ans, de rue de la Barette, sont décédés dans un pénible accident près la charbonnage Albert Premier de St. Vaast[1].
- 24 octobre 1953 : catastrophe minière au charbonnage Le Many à Seraing (26 morts)
- 8 août, 1956 : un incendie dans la mine du Bois du Cazier fait 262 victimes, dont 136 Italiens (La tragédie de Marcinelle).
- 2 juin, 2005 : le président de la République italienne, Carlo Azeglio Ciampi donna la médaille d'or Mérite Civile à chacune des 136 victimes italiennes de Marcinelle ; en suivant une pétition par Luigi Coda, fils de la victime du 20 octobre 1949, l'extension de la décoration à toutes les victimes est sous jugement par la Présidence italienne.

### Mons-Borinage
- 14 février 1685: constitution de la Société du Grand Conduit qui deviendra plus tard la S.A. des Charbonnages du Bois-du-Luc.
- 1819 : début des travaux de construction de la cité ouvrière du Grand-Hornu.
- 4 mars 1827 : ouverture du charbonnage dit "L'Alliance" à Boussu-Bois.
- Août 1827 : ouverture du puits no 8 du "charbonnage de l'Ouest de Mons".
- 4 août 1827 : ouverture du charbonnage dit "Sentinelle" à Boussu-Bois.
- 18 avril 1832 : ouverture du charbonnage dit "Saint-Antoine" à Boussu-Bois.
- 1836 : entrée en Bourse de la Société du Levant de Flénu, de la Société des Produits de Flénu et de la Société des hauts-fourneaux, usines et charbonnages de Marcinelle et Couillet
- 1837 : début des activités du puits no 7 de Belle-Vue à Élouges.
- 1838-1853 : Construction de la cité ouvrière du Carré du Bois-du-Luc
- 5 mai 1845 : catastrophe minière à Boussu-Bois; l'explosion d'un puits à la fosse d'en bas cause la mort de 63 mineurs.
- 1846 : la société des Houilles grasses du Levant d'Élouges est reliée au réseau de chemin de fer de Saint-Ghislain.
- 22 mars 1850 : un coup de grisou fait 76 victimes au puits "Marie-Joseph" du charbonnage du Rieu du Cœur à Quaregnon.
- 15 mars 1858 : la société charbonnière Longterne-Ferrand est autorisée à relier ses installations ferroviaires à celle des Houilles grasses.
- 1861 : un coup de grisou tue 10 hommes au puits no 7 de "Belle-Vue" à Elouges.
- Février 1865 : 57 mineurs trouvent la mort au puits no 1 Sainte-Catherine à Dour.
- 23 novembre 1872 : le puits no 2 dit "Frédéric" à Dour est victime d'un coup de grisou qui fait 14 victimes.
- 1874 : 9 morts au puits no 7 de Dour.
- 1875 : début de l'extraction houillère au charbonnage de Ghlin.
- 1877 : le puits de "Belle-Vue du bois d'Epinois" à Dour cesse l'exploitation du charbon. Les bâtiments serviront dans un premier temps d'atelier pour la réparation du matériel d'extraction, ensuite un lavoir y sera installé en 1890.
- 1er avril 1878 : en perçant une galerie dans la fosse "Sainte-Barbe" du charbonnage de Bernissart, un mineur découvre une accumulation d'ossements fossiles. Il s'agit des restes d'iguanodons, vieux de 125 millions d'années, disséminés dans une gangue d'argile stratifiée. Le bilan complet de cette découverte demandera trois années de fouilles : 29 iguanodons, 3 000 poissons, trois crocodiles, deux nouvelles espèces de tortues, des salamandres et des fougères.
- 17 avril 1879 : un coup de grisou d'une violence extrême fait 121 victimes au puits no 2 de "L'Agappe" à Frameries. C'est l'accident minier le plus meurtrier du Borinage.
- 1880 : fermeture du puits "Belle-Vue" no 6 de la S.A. des Charbonnages Unis de l'Ouest de Mons à Dour.
- 19 novembre 1880 : neuf mineurs succombent à un coup de grisou dans la grande veine du puits no 1 Sauwartan à Dour.
- Mai 1887 : de violentes manifestations sévissent dans les mines du Borinage. Elles prendront fin le 3 juin 1887.
- 13 novembre 1888 : 2e coup de grisou au puits no 2 "Frederic" à Dour, 32 morts.
- 1891 : un coup de grisou au puits no 1 de la Grande Machine à Feu à Dour fait 21 morts.
- 26 avril 1901 : une explosion au puits no 3 du charbonnage du Grand-Buisson à Hornu fait 19 victimes.
- 3 mai 1901 : catastrophe au puits no 2 du charbonnage du Couchant de Quaregnon. Une cage contenant 12 mineurs est écrasée par une grosse pierre qui devait peser dans les 18 tonnes.
- Janvier 1905 : les mineurs du Couchant de Mons sont en grève. Ils réclament une réduction des heures de travail et une augmentation des salaires, nettement inférieur à celui des autres bassins. Petit à petit, le mouvement gagne tous les bassins miniers et, début février, on compte 28 000 grévistes dans le Borinage et 30 000 dans le bassin de Charleroi. Cette action s'éteindra en mars.
- 1907 : le puits no 28 des Produits de Flénu entre en activité.
- 24 juin 1907 : fondation de la S.A. des Charbonnages du Hainaut.
- 20 janvier 1908 : un coup de grisou au puits no 5 des charbonnages de "Sans-Calotte" à Quaregnon fait 10 morts et 8 blessés.
- 2 janvier 1912 : 33 000 mineurs borains se mettent en grève en protestation contre la hausse des prix.
- 1920 : le charbonnage de Ghlin cesse ses activités, le site fermera définitivement ses portes l'année suivante.
- 1921 : après plusieurs inondations, le puits no 3 de la S.A des Charbonnages de Bernissart stoppe l'extraction. C'est également le cas pour celui du "Grand Bouillon" d'en bas de l'avenue Fénélon à Pâturages.
- 13 mai 1921 : fermeture du puits no 8 « Belle-Vue » à Elouges.
- 1922 : fermeture du puits no 2 de « L'Agappe » ou de la « Sinistre Fosse » à Frameries. Il devait son nom au nombre très important de victimes à la suite des 28 coups de grisou dont il fut victime et qui firent plus de 300 morts au total. Ce qui en fait le puits le plus meurtrier de tout le bassin borain.
- 21 septembre 1923 : fermeture du puits no 4 de la S.A. du charbonnage du Couchant de Flénu, appelé aussi "La Boule". La "rue de la Boule" à Quaregnon est d'ailleurs un hommage à son souvenir.
- 16 octobre 1924 : trop peu rentable, le puits no 19 "La Warocquière" du site du Levant de Flénu ferme ses portes.
- 1925 : fermeture des puits no 5 dit "Sainte-Caroline" de La Bouverie et du "Grand Bouillon d'en haut" à Wasmes.
- 1926 : cessation des activités du puits "Sainte-Barbe" de Bernissart.
- 1930 : fermeture des puits no 3 du "Grand-Buisson" et no 8 "Bonne-Esperance" à Wasmes.
- 4 avril 1930 : le roi Albert Ier rend visite aux familles des 20 victimes du coup de grisou qui a eu lieu la veille au puits no 1 "Ferrand-Longterne" à Elouges. Il rend également visite aux blessés à la clinique de Warquignies à Boussu-Bois.
- 1931 : la Société Carbonisation centrale s'installe à Tertre. Elle produit quotidiennement 2 400 tonnes de coke. Elle fermera ses portes en 1997.
- 22 décembre 1931 : arrêt de fonctionnement du site de "Vedette" à Boussu-Bois, puits no 10 de la S.A. des Charbonnages Unis de l'Ouest de Mons, après un siècle de bons et loyaux services.
- 1932 : fermeture des puits no 4 et 5 "Sans Calotte" de Quaregnon.
- 6 janvier 1932 : fermeture du puits no 2 de la S.A. de la Grande Machine à Feu de Dour.
- Juin 1932 : le puits no 18 de la S.A. des produits de Flénu cesse ses activités. Deux coups de grisou y avaient fait 64 morts en 1860 et 1868.
- 4 juillet 1932 : début de la grève des mineurs. Le mouvement socio-démocrate avait organisé des manifestations contre le chômage partout en Belgique. Dans le Borinage, la manifestation est beaucoup plus qu'une simple soupape déclenchant les sentiments de mécontentement. Des femmes scandent « À bas la crise. Ce que femme veut, Dieu le veut. Plutôt la mort que la faim de nos enfants. », prenant ainsi en main la direction de cette grève historique, au plus grand étonnement des médias de l'époque.
- Novembre 1932 : fermeture du puits no 12 dit « Saint-Louis » à Flénu.
- 17 mai 1934 : à la suite de deux coups de grisou consécutifs ayant provoqué la mort de 57 mineurs prisonniers au fond de la mine, le "Fief de Lambrechies" à Pâturages cesse son exploitation. Le roi Léopold III s'est rendu sur place.
- 6 octobre 1938 : fermeture du puits no 1 "Sauwartan" de la S.A. du Bois de Saint-Ghislain à Dour.
- 24 septembre 1939 : 20 000 personnes assistent à la procession d'inauguration d'une croix de 18 mètres de hauteur et de 16 tonnes de béton sur le terril de la Croix à Quaregnon, en souvenir des mineurs morts au travail.
- 25 mai 1946 : un éboulement provoque la mort de trois mineurs dans le puits "Sentinelle" de Boussu.
- Novembre 1948 : fermeture du puits no 6 de la S.A du charbonnage d'Hornu et Wasmes.
- * 20 mars 1950 : une violente explosion se produit au charbonnage du "Grand Rieu du Cœur" de Quaregnon. Achille Degrâce, mineur de fond, sauve la vie d'un autre mineur italien (Liborio Dell'Aera) mourant en l'équipant de son propre appareil respiratoire. Atteint à son tour par le gaz, ce geste lui coûtera la vie quelques jours plus tard. Il n'avait que 44 ans. À Frameries, une rue porte toujours son nom en son hommage.
- 12 septembre 1951 : fermeture du puits no 12 de la Société civile des Usines et Mines de Houille du Grand-Hornu à la rue Barbet.
- 12 mai 1952 : fermeture officielle du puits no 4 du charbonnage de la "Grande Veine" à Elouges. Il fonctionna encore toutefois pendant 5 mois.
- 13 janvier 1953 : un coup de grisou au puits de "L'Escouffiaux" du Charbonnage de Marcasse de Wasmes (Colfontaine)fait 17 victimes.
- 26 septembre 1953 : catastrophe du charbonnage de "L'Espérance" aux confins de Quaregnon-Rivage et de Baudour-Douvrain. Une douzaine d'hommes trouvent la mort lorsqu'une cage se détache et les projette 150 mètres plus bas.
- 30 octobre 1953 : fermeture du puits no 7 de la Société civile des Usines et des Mines du Grand-HOrnu, dit "Sainte-Louise".
- 1954 : le prince Albert de Belgique vient rendre hommage aux sept victimes du coup de grisou au "Nord du Rieu du Cœur" à Quaregnon.
- 30 novembre 1954 : fermeture du puits no 1 du charbonnage de la "Grande Machine à Feu" à Dour.
- 4 novembre 1955 : des montées d'eau importantes occasionnent l'inondation de la plus grande partie du puits no 8 de "La Sentinelle" provoquant un arrêt momentané de l'extraction houillère.
- 1956 : un nouveau coup de grisou au puits "Nord du Rieu du Cœur" de Quaregnon fait huit victimes. C'est S.M. le Roi Baudouin qui vient rendre un dernier hommage aux disparus.
- 13 juillet 1956 : à Hornu, le puits no 1 de la "Compagnie de Charbonnages-Belges", dit "N°1 de l'Escouffiaux - le Sac - le Sac pété", ferme ses portes.
- 29 décembre 1956 : fermeture du puits no 3 d'Hornu et Wasmes, rue du Pont d'Arcole.
- 1957 : fermeture du puits no 5 de la S.A. du charbonnage d'Hornu et Wasmes.
- 19 janvier 1957 : le puits no 17 de la S.A. des charbonnages du Levant du Flénu dit "Saint-Guillaume" ferme définitivement.
- 20 juillet 1957 : fermeture du puits no 5 à Wasmes.
- 27 décembre 1958 : fermeture des puits du "Grand Trait" à Frameries et des no 7 et 8 dit des "Vanneaux" de la S.A. des charbonnages d'Hornu et Wasmes.
- 1959 : le puits no 28 du charbonnage des Produits à Flénu est fermé.
- Janvier et février 1959 : les mineurs borains font la grève pour sauver leur gagne-pain.
- 18 janvier 1959 : fermeture du puits no 1 du "Nord du Rieu du Cœur", dit "du Renard" ou "du Brûlé", à Quaregnon.
- 18 juillet 1959 : fermeture du puits de la S.A. des charbonnages du Hainaut à Hautrage-Etat.
- 19 septembre 1959 : le puits no 28 "La nouvelle fosse" à Jemappes ferme ses portes.
- 19 décembre 1959 : fermeture du charbonnage "Ferrand-Longterne" à Elouges. Sans doute un des puits les plus meurtriers du Borinage : 63 morts en 1852, 16 en 1856, 29 en 1862 et 20 en 1930.
- 27 février 1960 : quelque temps seulement après d'importantes modernisations, le puits no 15 de la S.A. Levant du Flénu, dit "Saint-Ferdinand" ferme ses portes, ainsi que le puits no 14 dit "Sainte-Zoé".
- 30 avril 1960 : fermeture du charbonnage du "Rieu du Cœur" à Quaregnon. On y avait atteint les plus grandes profondeurs boraines avec 1,358 mètres.
- 28 mai 1960 : fermeture du charbonnage no 10 de "Grisoeul" à Pâturages.
- 16 juillet 1960 : fermeture du puits no 11 dit du "Crachet-Picquery" de la Compagnie de Charbonnages-Belges à Frameries.
- 28 décembre 1960 : fermeture du puits no 12 de la Compagnie de Charbonnages-Belges à Frameries. Cinq coups de grisou y avait fait 91 morts. C'est sur ce site que le PASS s'installera 40 ans plus tard.
- 25 février 1961 : les trois derniers charbonnages de Boussu-Bois, "Saint-Antoine", "Alliance" et "Sentinelle" ferment leurs portes.
- 30 septembre 1961 : fermeture du puits no 8 de la S.A. des charbonnages de l'Ouest de Mons.
- 30 décembre 1961 : fermeture du puits no 1 dit de "Sainte-Catherine" à Dour. On y compta 74 victimes au XIXe siècle.
- Juillet 1963 : Le châssis à molette du charbonnage du Brûlé de Quaregnon est démoli en présence d'une foule de curieux ce qui marque la fin d'une époque.
- 1965 : fermeture du puits d'Harchies.
- 31 janvier 1965 : cessation de l'extraction houillère du charbonnage de "L'Espérance" à Quaregnon. Il avait connu une activité intense; on y compta jusqu'à 70 chevaux au fond de la mine.
- 9 septembre 1966 : fermeture du charbonnage dit "Louis Lambert" à Hensies.
- 1967 : la Société régionale du logement du Borinage décide de construire un complexe d'habitations sociales sur le site de l'ancien charbonnage de Ghlin.
- 2 mars 1968 : le puits de l'"Heribus" de la S.A. des charbonnages du Levant du Flénu cesse ses activités.
- 1971 : début de la restauration du complexe du Grand-Hornu, sauvé des ruines par l'architecte Henri Guchez qui a racheté le site.
- 30 avril 1971 : fermeture du puits no 3 des charbonnages du Hainaut à Tertre, 34 ans après le début de ses activités.
- 1973: fermeture de l'exploitation des Charbonnages du Bois-du-Luc.
- 31 mars 1976 : fermeture du puits des Sartys à Hensies. Il s'agissait du dernier charbonnage en exploitation dans le bassin borain. Une page de l'histoire régionale est tourné.
- 2012: Le site minier des Charbonnages du Bois-du-Luc est inscrit au patrimoine mondial de l'UNESCO en 2012.